# Fábio Silvestre
Fábio André Tomas Silvestre (* 25. Januar 1990 in Sobral de Monte Agraço) ist ein ehemaliger portugiesischer Radrennfahrer.

## Sportlicher Werdegang
Silvestre wurde 2006 nationaler Meister im Straßenrennen in der Jugendklasse. Ein Jahr später belegte er bei den Portugiesischen Meisterschaften der Junioren Platz zwei im Einzelzeitfahren und konnte sich beim wichtigen Junioren-Etappenrennen Tour de l’Abitibi auf zwei Teilstücken auf dem Podium platzieren. 2010 wurde er Dritter in der Gesamt- und Punktewertung der Volta ao Alentejo und gewann zudem die Nachwuchswertung des Rennens. Daneben gewann er die Silbermedaille bei den nationalen U23-Meisterschaften im Einzelzeitfahren und konnte eine Etappe der Volta ao Portugal do Futuro für sich entscheiden. Ein Jahr später wurde er nationaler Straßenmeister der Klasse U23 und belegte im U23-Einzelzeitfahren Rang drei. Zur Saison 2012 wurde er Mitglied beim luxemburgischen Leopard-Trek Continental Team und erreichte auf einer Etappe des Giro della Regione Friuli Venezia Giulia den zweiten Platz.
Die Saison 2013 war mit dem Gewinn der Gesamtwertung beim Triptyque des Monts et Châteaux sowie drei Etappenerfolgen bei anderen kleineren Etappenrennen die erfolgreichste seiner Karriere. Nach seinen Erfolgen wurde Silvestre zur Saison 2014 in das Elite-Team von Trek Factory Racing übernommen. Die an ihn gerichteten Erwartungen konnte er nicht erfüllen, so dass er nach zwei Jahren im UCI WorldTeam in das Continental Team zurückkehrte.
Zur Saison 2017 wechselte er in das portugiesische Continental Team Sporting/Tavira. Nachdem er auch dort ohne zählbare Erfolge geblieben war, beendete er nach der Saison 2018 im Alter von 28 Jahren seine Karriere als Radrennfahrer.

## Erfolge

### Straße
2006
- Portugiesischer Meister – Straßenrennen (Jugend)

2011
- Portugiesischer Meister – Straßenrennen (U23)

2012
- Portugiesischer Meister – Einzelzeitfahren (U23)

2013
- eine Etappe Tour de Normandie
- Gesamtwertung und Punktewertung Triptyque des Monts et Châteaux
- eine Etappe Circuit des Ardennes
- eine Etappe und Bergwertung Ronde de l’Oise
- Mannschaftszeitfahren Czech Cycling Tour

### Bahn
2008
- Portugiesischer Meister – Einerverfolgung (Junioren)

2011
- Portugiesischer Meister – Einerverfolgung (U23)
- Portugiesischer Meister – Mannschaftsverfolgung (U23) mit José Gonçalves, João Lima und Rafael Silva